# Mercedes Armas Galve
Mercedes Armas Galve (Barcelona, 1964) es una juez del Tribunal Superior de Justicia de Cataluña (TSJC). Es magistrada titular de la sección octava de la Audiencia Provincial de Barcelona.

## Biografía
Accedió a la carrera en 1991, empezando a trabajar en el Juzgado de Primera Instancia e instrucción de Arenys de Mar, donde permaneció hasta 1997. 
Ya como magistrada, trabajó en los juzgados de Granollers durante diez años, hasta que se incorporó en el Juzgado Penal número 7 de Barcelona.
En 2008 comenzó a trabajar en la sección octava de la Audiencia Provincial de Barcelona.

#### Caso Messi
Ha llevado el juicio a Leo Messi, quien finalmente fue condenado a 21 meses de prisión por haber defraudado 4,1 millones de euros a Hacienda entre 2007 y 2009.

#### Caso del proceso soberanista
En febrero de 2017 fue designada –en comisión de servicio, inicialmente durante seis meses– para cubrir una vacante en la sala Civil y Penal del TSJC, tras la jubilación del magistrado Enric Anglada y que Joan Manel Abril y Miguel Ángel Gimeno Jubero pidieran una excedencia. Joan Manel Abril había llevado a cabo el juicio contra Mas, Ortega y Rigau por la consulta del 9-N, ante la querella del fiscal José María Romero de Tejada. Miguel Ángel Gimeno, antiguo presidente del TSJC, había sido contratado como director de la Oficina Antifraude de Cataluña.
Una de sus primeras tareas como magistrada del TSJC fue analizar la querella de la fiscalía contra Meritxell Borràs y Francesc Esteve a raíz de la licitación para la compra de urnas. En relación con esta causa, en septiembre del mismo año recibió el encargo de investigar una nueva querella, donde la Fiscalía investiga Puigdemont y sus catorce consejeros en relación con un posible delito de malversación de fondos públicos para las partidas de unos 6,2 millones de euros que el Gobierno de la Generalitat podría haber destinado a la celebración del referéndum para la autodeterminación, suspendido por el Tribunal Constitucional de España. En relación con esta querella, fue la jueza que pidió a la Guardia Civil la ejecución de medidas cautelares: el cierre de las webs relacionadas con el referéndum y la elaboración de una lista donde se informe de qué medios de comunicación hacen difusión de tipo publicitaria de la convocatoria. Paralelamente, en el Tribunal Supremo el juez Pablo Llarena investigaba esta misma causa.